# Deleonismo
O de-leonismo, ou marxismo-de-leonismo é uma corrente comunista idealizada por Daniel De Leon, sindicalista que atuou nos Estados Unidos e fundou o Partido Socialista e Trabalhista, o qual segue, até hoje, essa ideologia. Essa corrente, influenciou futuramente o Socialismo Democrático e o Comunismo de conselhos.
O de-leonismo se opõe tanto ao Marxismo-leninismo, quanto ao Anarcocomunismo, se colocando como alternativa a ambos. As principais críticas dos de-leonistas ao Socialismo soviético, são referentes a falta de democracia interna do Partido Comunista da União Soviética, à planificação da economia e centralização excessiva do poder. Entretanto, De Leon exerceu forte influencia no pensamento de Lênin, principalmente em relação aos sovietes. O pensamento de De Leon, defende a criação de conselhos operários, responsáveis pelo governo popular, de cooperativas para produção econômica e defende a industrialização como caminho para o comunismo e para o desenvolvimento econômico e social. Entretanto, diferente dos anarcossindicalistas, defendem a importância do partido e de um governo.

## Teoria revolucionária
De acordo com a teoria de-leonista, os trabalhadores deveriam formar simultaneamente sindicatos revolucionários no local de trabalho e um partido político socialista para organizar a luta na frente política. O apoio prévio para uma eventual vitória política deveria consistir na hegemonia do sindicalismo revolucionário na frente econômica, com os trabalhadores organizados assumindo um papel preponderante na definição do programa político. Supõe-se que, nesse ponto, os sindicatos revolucionários terão alcançado força suficiente nos centros para permitir que os trabalhadores assumam o controle dos meios de produção.
A vitória socialista nas urnas seria acompanhada por uma transferência do controle de fábricas, minas, fazendas e outros meios de produção para conselhos de trabalhadores organizados no sindicato. O de-leonismo distingue este evento da greve geral para assumir o controle dos meios de produção, da teoria defendida pelo anarcossindicalistas.
O governo existente seria então substituído por um governo eleito dentro da união revolucionária, e o governo socialista recém-eleito promulgaria rapidamente as emendas constitucionais ou outras mudanças na estrutura do governo necessárias para apoiar o processo revolucionário. Os trabalhadores no local de trabalho elegeriam o comitê de trabalhadores para continuar a produção, e representantes nos comitês locais e nacionais.
Os trabalhadores também elegem representantes para um comitê central, chamado Congresso Popular Trabalhista, que funcionaria no lugar do poder legislativo. Esses representantes estariam sempre sujeitos ao direito de seus eleitores de revogá-los. Segundo o de-leonismo, o governo socialista reorganizaria assim o governo nacional, de forma setorial e não territorial.

## No Brasil
No Brasil, não existem movimentos marxistas-de-leonistas, entretanto a militância de-leonista no Brasil, se organiza no Partido Democrático Trabalhista, em algumas de suas facções internas.